# سیارک ۵۴۶۸
سیارک ۵۴۶۸ (به انگلیسی: 5468 Hamatonbetsu، نامگذاری:1988BK) پنج هزار و چهارصد و شصت و هشتمین سیارک کشف شده‌است که در ۱۶ ژانویه ۱۹۸۸ کشف شد.
قدر مطلق سیارک برابر ۱۱٫۷۰ است.